# Sergio Salvatore
Sergio Salvatore (3 marzo 1981) è un pianista statunitense di origini italiane.

## Biografia
Figlio d'arte (il padre, Luciano, è pianista e insegnante di musica, la madre cantate), vive da sempre negli Stati Uniti. Dotato di un talento precoce, inizia a suonare in pubblico all'età di 4 anni e registra il primo disco all'età di 11 anni, nel 1992.
Il video di una sua performance giunto nelle mani di un direttore A&R della GRP porta in breve tempo alla registrazione del suo primo disco, Sergio Salvatore, contenente 7 brani originali.
Il disco successivo, Tune UP, del 1994 comprende brani di Miles Davis, Charlie Parker, Wayne Shorter, and Chick Corea. Ad esso segue una serie di apparizioni su palchi di rilievo degli Stati Uniti e internazionali.
Nel 1996 registra il terzo CD, Always a Beginning, che è un trio completamente acustico con John Patitucci e Peter Erskine.
In seguito entra a far parte della N-Coded Music e nel 1997 registra Point of Presence, lavoro di stampo decisamente moderno, insieme ad un gruppo di artisti di più lungo corso quali Steve Gadd, Michael Brecker e John Patitucci.
Per diversi anni a seguire non si hanno ulteriori dischi a causa dell'impegno nel conseguimento della laurea in informatica, conseguita al Worcester Polytechnic Institute di Worcester nel Massachusetts.
Dark Sand, del 2009 è una collaborazione con il vibrafonista greco Christos Rafalides. Il disco è stato registrato, prodotto e mixato da Sergio Salvatore stesso.
Successivamente Sergio Salvatore ha formato un quintetto con Sam Sadigursky, Mike Pope, Benny Koonyevsky e il padre Luciano con cui ha suonato negli Stati Uniti. Il gruppo dovrebbe registrare a breve un disco.

## Discografia
- 1992 - Sergio Salvatore
- 1994 - Tune Up
- 1996 - Always a Beginning
- 1997 - Point of Presence
- 2008 - Dark Sand